# Villa Sant'Angelo
Villa Sant'Angelo è un comune italiano di 504 abitanti della provincia dell'Aquila in Abruzzo. Fa parte della comunità montana Amiternina. Il paese, con la sua frazione Tussillo, è un antico borgo nella Valle dell'Aterno.

## Storia

### Epoca romana
Inizialmente le origini di Villa Sant'Angelo erano state fatte risalire al Medioevo, ma gli ultimi scavi archeologici effettuati nell'estate del 2005 (i primi scavi risalgono al gennaio del 1986) ed il conseguente ritrovamento di interessanti reperti archeologici, hanno rilevato la presenza di edifici romani al tempo dell'età imperiale. È stato infatti identificato un muro che probabilmente delimitava un antico edificio romano. In una parte di necropoli sono state rinvenute dieci tombe, cosiddette a cappuccina, ed i relativi corredi funerari, costituiti da bicchieri in terracotta, lucerne e monete in bronzo ed argento. Proprio queste ultime si sono rivelate delle fonti d'informazione preziosissime per ricostruire la datazione e la storia di Villa Sant'Angelo: le monete attestano la probabile datazione del borgo tra il II secolo d.C. e la prima metà del IV.

### Origine longobarda
Villa Sant'Angelo è frutto dell'unione di due borghi medievali: il villaggio di Sant'Angelo di chiara fondazione longobarda, che è l'attuale sede comunale, e il villaggio di Tussillo, la frazione posta ad ovest, con la chiesa di Sant'Agata, altra santa venerata già dal VII secolo in Abruzzo. La presenza longobarda, oltre al fatto di aver eretto la prima chiesa in onore di san Michele, ancora oggi esistente, è dimostrata anche dall'aspetto a pianta ellittica del paese, il diverticolo di strade di via Romana, via San Michele, via Madonna di Prata, anche se molte di queste antiche case sono state quasi distrutte dal terremoto del 2009; che ha la corte centrale nell'attuale piazza municipale con la chiesa della Madonna delle Grazie. Anche il borgo di Tussillo presenta tracce di borgo ellittico raccolto attorno a una corte con chiesa di Sant'Agata; anche se in questo caso il borgo sembra aprirsi a ventaglio verso Villa Sant'Angelo, compreso tra via della Chiesa e via dei Colombi. La chiesa si trova nella parte più elevata di Tussillo, da cui parte il ventaglio di case a mo' di costa.

### Origini italiche
Le tracce longobardo-franche del IX-X secolo consistono in lapidi murate nella chiesa di San Michele, che testimoniano la presenza della chiesa in loco già prima dell'arrivo dei Longobardi. Si è pensato che l'area fosse abitata da ville e casali romani, forse di commercianti e agricoltori che poi si spostavano sulla via del Tratturo Magno, non distante da Peltuinum, dove avveniva i traffici commerciali lungo la via Claudia Nova. La chiesetta, poi colonizzata dai longobardi e dedicata a sant'Angelo, doveva essere il luogo di riferimento di queste popolazioni sparse; tuttavia si esclude che possa essere stata edificata sopra un santuario italico o romano.
Sono stati rinvenuti invece ritrovamenti archeologici presso l'ex edificio scolastico: un sarcofago imperiale del IV secolo d.C., mentre in località San Tatere, verso Casentino, un altro sarcofago con frammenti fittili d'epoca romana; lo stesso Theodor Mommsen studiò l'iscrizione numero 3463 del CIL di una lastra sepolcrale romana di Villa Dragonetti a Paganica, che a suo dire proveniva da Villa Sant'Angelo, lasciando presumere che nel territorio comunale si trovi una necropoli molto più vasta, così come quelle rinvenute nelle contrade aquilane di Paganica, Bazzano, Coppito, Onna.
Attualmente non si sono riconosciute nell'abitato villese tracce di toponimi antichi, data l'assenza di scavi; i toponimi sono tutti medievali, come Cogli o Pescasale, la strada che porta al fiume Aterno. Alcuni studiosi hanno ipotizzato che ruderi di eventuale città potrebbero trovarsi a qualche chilometro di distanza, come è accaduto per i rinvenimenti delle città di Aveia a Fossa, Pitinum a 5 km dall'Aquila nel quartiere Pile, ecc.

### Medioevo: l'incastellamento
Nell'epoca del tardo impero romano, la zona di Villa Sant'Angelo rispondeva alla baronia di Barile nel territorio di Frustenias, ossia Forcona presso Civita di Bagno dell'Aquila. Dopo le occupazioni unghere e saracene nel IX secolo, quando i longobardi avevano già dato il segno del loro passaggio nella zona, fu necessario per gli abitanti fortificarsi in castelli e torri sopra colline. Furono così costruite le ville con la torre di Fonteavignone (Rocca di Mezzo), Casentino di Sant'Eusanio, Villa Sant'Angelo e Tusillo. Ricordi dell'occupazione saracena si hanno nel toponimo di Colle Saraceno, così come la colonia araba che si insediò in Arischia, frazione aquilana, dopo la battaglia del Garigliano del 915, cacciati poi dai Normanni nell'XI secolo.

### Normanni, Svevi, Angioini
La Villa è citata nel 1173 da papa Alessandro III; fino al 1254 la Villa dipese dal castello di Barile, che poi partecipò, insieme alla Villa, alla fondazione di L'Aquila, ed entrò dal 1265 ufficialmente nel contado aquilano. Lo storico Claudio Crispomonti nella sua monografia sull'Aquila, pur con ipotesi fantasiose, cerca di ricostruire la storia del castello distrutto di Barile, uno dei 99 che fondarono la città, sarebbe stato fondato nel 929 da un tal Parile, poi nel 1015 era di un Taddeo dei Conti dei Marsi, nel 1107 era di Gualtiero di Ocre, capitano di Enrico V.
Con la discesa normanna i castelli di Barile, Ocre e Collimento (oggi frazione di Lucoli) si opposero venendo conquistati; nel Catalogus baronum del 1161, Barile è citato come possedimento del conte Berardo di Collimento, pronipote di Berardo "il Francisco", primo conte dei Marsi. Nel 1180 fu fondata la baronia di Barile, che comprendeva Villa Sant'Angelo, Tussillo, Fonteavignone e Terranera, poi passate a Rocca di Mezzo; nel 1196 il conte Tommaso dona Villa all'abbazia di Santa Maria di Casanova nella diocesi di Penne.
A detta del Crispomonti, Barile per opposizione del conte Taddeo, non partecipò alla fondazione dell'Aquila; nel 1293 il castello fu assediato da Niccolò dell'Isola, tribuno della plebe dell'Aquila, che stava contro la pressione dei baroni sull'autonomia della neonata città aquilana, tanto che dovette intervenire il re di Napoli Carlo II d'Angiò, ripartendo i terreni della baronia, di proprietà del Comitatus Aquilanus, una sorta di stato paradiso fiscale dipendente direttamente dalla Corona di Napoli. Barile fu gravemente danneggiato dall'occupazione delle truppe di Braccio da Montone nel 1424, durante la guerra di assedio all'Aquila, poi nel 1481 fu definitivamente ridotto all'obbedienza dell'Aquila, perdendo lo status di baronia.
Nel 1513 il castello di Barile risultava distrutto, e i territori furono spartiti tra Tussillo e Fonteavignone. Dopo la scomparsa di Barile, Villa Sant'Angelo assurse lentamente a centro principale di questa ex baronia. Il centro antico di Barile, a detta del Crispomonti, doveva essere nell'altura di località Sante Petre, per la chiesa che aveva, dedicata a san Pietro.

### Epoca moderna
Nel 1532 la Villa aveva 160 abitanti circa (1532 fuochi), nel 1545 si ridusse a 45 abitanti, ciò a causa di carestie ed epidemie di peste. Negli anni a seguire i fuochi aumentarono , fino a raggiungere 420 abitanti nel 1648. In occasione dell'occupazione spagnola del Comitatus aquilano, dopo la ribellione nel 1527-29, la Villa fu assediata dal Duca d'Orange, fu infeudata ai signori Gaglioffi dell'Aquila poi dal 1599 passava ai Carli dell'Aquila, prima di ciò era stata occupata dal capitano Martin Montares, Tussillo era di don Rodrigo Petalosa, Casentino dello stesso capitano della Villa, Fonteavignone e a don Diego Parez.
Nel 1565 la Villa viene comprata dagli Antonelli dell'Aquila, del quarto San Marciano, poi passa ai Leognani, nel 1599 passa ai Palmario, nel 1629 ai Colonna duchi di Zagarolo; la presenza di Palmario Colonna è data da una lapide commemorativa nell'ex palazzo Jacobucci. Nel 1663 la Villa viene venduta ai Barberini di Sant'Eusanio, paese lì vicino, feudatari anche di Gagliano Aterno, che tennero in possesso sino all'abolizione del feudalesimo nel 1806.
La Villa in questi secoli si sostiene grazie ai mulini ad acqua, viene fondata la Confraternita del Monte dei Morti, oggi estinta, per sopperire alle gravi mancanze di sistema di sepolture.

### L'Ottocento e il Novecento
Nel 1814 durante il governo francese, la Villa passa con Tussillo, Fonteavignone, Casentino e Stiffe al comune di Rocca di Mezzo, nel distretto dell'Aquila, divenendo poi comune autonomo con Tussillo nel 1860, mentre Casentino passò a Sant'Eusanio, e Fonteavignone Rocca di Mezzo.
Dal 1927 la Villa fa ufficialmente parte della provincia dell'Aquila.
A causa di emergenze non risolte, come il lavoro, malgrado la vicinanza della Villa al capoluogo abruzzese, molti cittadini dagli anni '60 sono emigrati, determinando lo spopolamento del paese.

### Terremoto del 6 aprile 2009
Alle 3.32 del 6 aprile 2009 un gravissimo sisma di magnitudo 5,8 (6,3 scala magnitudo momento Mw) ha colpito l'Italia centrale, in particolare l'Abruzzo. In seguito al terremoto, è stato stimato che sia crollato circa il 90% degli edifici del paese e ci sono state 17 vittime.
Quanto al patrimonio artistico danneggiato, la chiesa di San Michele non ha subito gravi danni, la parrocchia della Madonna delle Grazie ha visto collassare completamente la facciate metà della chiesa stessa, con la distruzione di una preziosa statua manierista di fattura popolare, ritraente San Michele che uccide il drago. La chiesa parrocchiale è stata messa in sicurezza con puntellamenti e copertura in legno provvisoria dell'area della facciata distrutta.

### Simboli
Lo stemma e il gonfalone sono stati concessi con decreto del presidente della Repubblica del 20 febbraio 1969.
Nello stemma è raffigurato, su fondo oro, l'arcangelo Michele che brandisce una spada con il braccio destro sollevato e impugnante con quello sinistro uno scudo. Il gonfalone è un drappo di giallo.

## Monumenti e luoghi d'interesse
- Chiesa di San Michele (XII-XVII secolo): benché abbia un aspetto artistico manomesso, poiché la chiesa è una fusione di varie ricostruzioni a causa dei terremoti, la chiesa è una delle prime del paese, poiché dedicata al santo patrono San Michele, il cui nome è presente nel feudo stesso, fondato dai Longobardi. La chiesa originale risale al IX secolo, ma una prima ricostruzione con ampliamento ci fu nel XIII secolo, con citazione del 1223 di papa Onorio IV. In origine la chiesa sorgeva fuori dal borgo, ma nella ricostruzione post sisma 1703 di Villa Sant'Angelo, il paese crebbe notevolmente fino a inglobarla nel tessuto urbano. La chiesa ha pianta rettangolare schiacciata, con tre navate e quattro campate con archi a tutto sesto. La navata maggiore si conclude con abside semicircolare che comunica con la sacrestia, quella a destra con l'altare barocco che conserva la statua di San Michele. Il prospetto della facciata è medievale e settecentesco, con accanto un campanile a vela con lo stemma del paese. Presso l'abside esterno si conserva un bassorilievo medievale raffigurante una croce.
- Chiesa di Santa Maria delle Grazie: chiesa maggiore del paese, affacciata sulla piazza, ampliata dall'originale medievale dopo il terremoto del 1703. La chiesa tuttavia è stata danneggiata nuovamente dal sisma del 2009, con il crollo della facciata tutta. Prima del disastro, la chiesa aveva una facciata in pietra tardo settecentesca molto semplice, a capanna, ornata da portale con architrave semicircolare, sormontato da un finestrone centrale. L'interno a navata unica conserva stucchi fastosi tipici del barocco e statue lignee. Gli altari sono dotati 1755 e 1779. Il campanile in pietra è l'unico elemento storico della chiesa primaria medievale.
- Chiesa di Sant'Agata di Tussillo (XIII secolo): situata in cima alla contrada, è la seconda chiesa più antica di Villa. Risale probabilmente al XII secolo ma lascia intendere origini più remote. È a tre navate con campate divise da pilastri quadrati con archi a tutto sesto. La navata centrale termina con abside quadrato, mentre quelle laterali con degli altari. Tali altari sono cinquecenteschi, sulle pareti si scoprono tracce di affreschi rinascimentali. Tra questi figura il più conservato della Madonna di Loreto. L'altare maggiore conserva la statua in terracotta di sant'Agata. La facciata a spioventi mostra rifacimenti settecenteschi, come il portale incorniciato da volute raccordate da una conchiglia. Al centro del fronte posteriore c'è il robusto campanile a torre.
- Palazzo De Matteis: storico palazzo settecentesco, oggi usato come bed & breakfast, che mostra un elegante stile di casa signorile. Il portale di accesso è a tutto sesto con semplice cornice. Si accede a un vano con alta scalinata per i piani superiori. L'insieme è stato restaurato, offrendo un connubio tra intonaci bianchi e tratti in mattoni scoperti.

## Società

### Evoluzione demografica
Abitanti censiti

## Amministrazione
| Periodo        | Periodo        | Primo cittadino  | Partito                                     | Carica  | Note          |
| -------------- | -------------- | ---------------- | ------------------------------------------- | ------- | ------------- |
| 23 aprile 1995 | 12 giugno 1999 | Lorenzo Coletti  | Lista civica di centro                      | Sindaco | [ 13 ]        |
| 13 giugno 1999 | 13 giugno 2004 | Gaspare Tomei    | Lista civica                                | Sindaco | [ 14 ]        |
| 14 giugno 2004 | 1º giugno 2015 | Pierluigi Biondi | Lista civica di centro-destra Villa rinasce | Sindaco | [ 15 ] [ 16 ] |
| 1º giugno 2015 | in carica      | Domenico Nardis  | Lista civica Uniti per Villa e Tussillo     | Sindaco | [ 1 ]         |

### Gemellaggi
Villa Sant'Angelo è gemellato con:
- Finale Emilia, dal 2009[17];
- Magliano de' Marsi, dal 2009[18];
- Vasto, dal 2010[19].